# Die schwarze Galeere (Film)
Die schwarze Galeere ist ein deutscher Historienfilm der DEFA von Martin Hellberg aus dem Jahr 1962. Er beruht auf der gleichnamigen Novelle von Wilhelm Raabe.

## Handlung
Im Jahr 1585 wird das protestantische Antwerpen von den katholischen Soldaten des spanischen Königs Philipp II. eingenommen. Die Protestanten dürfen einen letzten Gottesdienst abhalten und werden vor der Kirche von den höhnisch spottenden Spaniern und konvertierten Niederländern empfangen. Unter den Protestanten befindet sich auch der zehnjährige Jan Norris. Vor der Kirche wiederum steht seine Freundin, die gleichaltrige Myga van Bergen, deren Vater aus Opportunismus Katholik geworden ist. Früher war er der Kompagnon von Vater Norris. Dieser verlässt mit Jan die besetzten Niederlande, doch Jan und Myga wollen sich treu bleiben.
Die Jahre vergehen und 14 Jahre später sind die Kinder von einst erwachsen geworden. Die Niederlande stehen immer noch unter spanischer Herrschaft. Jan hat sich inzwischen den rebellischen Geusen angeschlossen, die für die Befreiung der Niederlande kämpfen. Er ist Steuermann der Schwarzen Galeere, eines Schiffes, vor dem sich die Spanier fürchten, da es uneinnehmbar scheint und ihren Truppen schweren Schaden zufügt. Eines Tages befindet sich Jan heimlich in Antwerpen und belauscht in einer Schenke die spanischen Militärs Leone della Rota und Antonio Valani, den Steuermann des spanischen Schiffs Andrea Doria. Antonio, der seinen Tod nahe glaubt, hat sich in Myga verliebt und Leone überredet ihn, sich Myga zu nehmen. Als Jan unerkannt die Schenke verlassen will, wird er als Geuse erkannt und durch die Stadt gejagt. Er flieht zu Myga. Leone hat unterdessen angetrunken Antonio überredet, mit einem Hausdurchsuchungsbefehl in die Gemächer Mygas einzubrechen. Dort werden beide von Jan überrascht, der Antonio niedersticht. Jan wird festgenommen und zusammen mit dem schwer verletzten Antonio und der Geisel Myga als Gefangener auf die Andrea Doria gebracht. Jan gelingt die Flucht. Da der sterbende Antonio ein Vorrecht auf Myga hat, kann der skrupellose Leone sie nicht für sich beanspruchen. Leone hofft nun, dass Antonio bald stirbt.
Jan wurde von den Spaniern für tot gehalten. In Wirklichkeit konnte er sich an Land retten und ist zur Schwarzen Galeere gelangt. Mit seinen Männern gelingt es ihm, die Andrea Doria zu kapern, deren Steuermann nach dem Tod Antonios nun Kapitän geworden ist. Leone wird von Jan getötet und Jan kann seine Myga wieder in die Arme schließen. Wenig später muss sich Spanien der Übermacht der Geusen ergeben und die Niederlande sind frei.

## Produktion
Die schwarze Galeere wurde von 1961 bis 1962 gedreht und erlebte am 10. Juli 1962 im Berliner Colosseum seine Premiere. Es war einer der ersten Filme, in denen Dietrich Körner mitwirkte, und der letzte Film des Szenenbildner-Veterans Erich Zander.

## Kritik
Die zeitgenössische Kritik bemängelte Hellbergs Nähe zum zugrunde liegenden Werk: „Übertriebene Werktreue oder Einverständnis – Hellberg übernimmt weitestgehend, sogar den philiströsen Dialog. […] Es ist dem Drehbuchautor Hellberg nicht gelungen, aus Raabes Erzählung ein Filmsujet zu formen, das Geschehen und Tendenz organisch verbindet. […] Der konventionelle Eindruck des Films wird verstärkt durch die Kulissenwelt […] und den biederen Trick“. Auch andere Kritiker befanden, dass „wortreiche und pathetische Dialoge, auch wenn sie fast wörtlich im Werk des Dichters nachweisbar sind, der optischen Dramaturgie des Films widersprechen“.
Für den film-dienst war Die schwarze Galeere eine „aufwendige, aber sowohl dramaturgisch wie darstellerisch wenig überzeugende Inszenierung, die in gleichbleibender Langeweile erstarrt.“